# Homoglutathionsynthetase
Die Homoglutathionsynthetase (EC 6.3.2.23) ist eine Ligase, die in Leguminosen vorkommt, und γ-L-Glutamly-L-cystein mit β-Alanin zu Homoglutathion (γ-L-Glutamly-L-cysteinyl-β-alanin) umsetzt. Bei der Reaktion wird eine Peptidbindung gebildet. Hierbei wird ATP zu ADP und Phosphat umgesetzt.
In den Blättern der Phaseoleae wurde die Enzymaktivität der Homoglutathionsynthetase im Cytosol und in Chloroplasten lokalisiert.
Phylogenetische Analysen zeigen, dass das Gen für die Homoglutathionsynthetase im Kontext einer Genduplikation des Glutathionsynthetase-Gens entstanden ist. Die Mutation, die zur Veränderung der Substratspezifität der Ligase führte, konnte durch die Untersuchung des Genoms von Medicago truncatula charakterisiert werden. Im aktiven Zentrum der Homoglutathionsynthetase sind im Vergleich zur Glutathionsynthetase zwei Aminosäuren ausgetauscht.